# Мстители, общий сбор!
«Мсти́тели, о́бщий сбор!» (англ. Avengers Assemble; другое название — «Кома́нда „Мстители“») — американский мультипликационный телесериал, основанный на комиксах издательства Marvel. Премьера состоялась 26 мая 2013 года на телеканале Disney XD. Второй сезон был спланирован к выходу 28 сентября 2014 года.

## Список эпизодов
| Сезон | Сезон | Серии | Трансляция       | Трансляция       |
| Сезон | Сезон | Серии | Премьера сезона  | Конец сезона     |
| ----- | ----- | ----- | ---------------- | ---------------- |
|       | 1     | 26    | 26 мая 2013      | 25 мая 2014      |
|       | 2     | 26    | 28 сентября 2014 | 20 сентября 2015 |
|       | 3     | 26    | 13 марта 2016    | 28 января 2017   |
|       | 4     | 25    | 17 июня 2017     | 11 марта 2018    |
|       | 5     | 23    | 23 сентября 2018 | 24 февраля 2019  |

## Роли озвучивали

### Главные роли
- Эдриан Пасдар — Железный человек (1-3 сезон), Силач Бруто
- Роджер Крэйг Смит — Капитан Америка, Джоуи, Торго, Близнецы Гамбонно, Радиоактивный человек, Мрачный Жнец
- Фред Таташор — Халк, Брюс Баннер (1-2 сезон), Чёрный Гром, Вольстагг, Кроссбоунс, Рингмастер, Громобой, Красное Динамо
- Трэвис Уиллингэм — Тор, Палач, Бульдозер, Брок, Трикшот
- Трой Бейкер — Соколиный глаз, Локи, Красный Страж, Хлыст
- Бампер Робинсон — Сокол, Человек Пушка
- Лора Бэйли — Чёрная вдова, Тёмная звезда
- Мик Уингерт[англ.] — Железный человек (4-5 сезон), Доктор Фауст

### Периодические роли
- Чарльз Адлер[англ.] — М.О.Д.О.К.
- Кори Бёртон — Дракула, Агамотто
- Брайан Блум — Гиперион
- Грант Джордж — Человек-Муравей (1-3 сезон)
- Грей Делайл — Капитан Марвел, Моргана ле Фэй
- Джош Китон — Человек-Муравей (4 сезон)
- Дэвид Кэй — Д. Ж. А. Р. В. И.С., Вижен, Барон Земо/Гражданин В, Корвус Глэйв, Кровный брат № 1
- Эрика Линдбек[англ.] — Джейн Фостер
- Чи Макбрайд — Ник Фьюри
- Джим Мескимен[англ.] — Альтрон, Арсенал, Верховный Учёный
- Джеймс С. Мэтис III — Чёрная Пантера, Хеймдалль, Флинт
- Лайам О’Брайэн — Красный Череп, Доктор Стрэндж (3-4 сезон), Кровный брат № 2
- Кэри Уолгрен — Оса, Проксима Миднайт
- Катрин Хавари[англ.] — Мисс Марвел
- Дженнифер Хейл — П.Я.Т.Н.И.Ц.А., Певчая Птица / Кричащая Мими, Фрея
- Дуайт Шультц — Аттума

### Второстепенные роли
- Джонатан Адамс — Поглотитель (2 сезон)
- Дидрих Бадер — Максимус
- Дрейк Белл — Человек Паук
- Боб Берген[англ.] — Зимний Солдат
- Грегг Бергер — Поглотитель (4 сезон)
- Джесси Берч[англ.] — Брюс Баннер (3 сезон), Голиаф/Атлас
- Джей Би Бланк — Мангог
- Стивен Блюм — Канг Завоеватель
- Дэвид Боат[англ.] — Существо
- Клэнси Браун — Красный Халк, Уату Наблюдатель, Таскмастер
- Кимберли Брукс — Шури
- Оливер Вакер[англ.] — Карнак
- Рик Д. Вассерман — Фиксер/Техно
- Майкл-Леон Вули[англ.] — Гален-Кор
- Фрида Вулф[англ.] — Чаровница
- Ральф Гарман — Моджо
- Клэр Грант — Титания
- Сет Грин — Енот Ракета (1 сезон)
- Таня Гунади — Изо
- Робин Аткин Даунс — Барон Штрукер, Глориан
- Тревор Девалл[англ.] — Енот Ракета (2-4 сезон), Арес
- Робби Деймонд[англ.] — Баки Барнс
- Дэнни Джейкобс — Генрих Земо
- Джереми Кент Джэксон — Рентген
- Джон Димаджио — Крушитель, Галактус
- Элизабет Дэйли — Лунный Камень/Метеорит
- Джим Каммингс — Призрак
- Том Кенни — Невозможный человек, Вихрь
- Кэм Кларк — Забивальщик
- Крис Кокс — Звёздный Лорд (1 сезон)
- Стивен Коллинз — Говард Старк (2 сезон)
- Уилл Коллье — Тони Старк (14 и 17 лет)
- Джек Коулман — Доктор Стрэндж (2 сезон)
- Эрик Ладин[англ.] — Броненосец
- Фил ЛаМарр — Доктор Спектрум, Нюк, Дормамму, Барон Мордо
- Морис Ламарш — Доктор Дум
- Юрий Ловенталь[англ.] — Яйцеголовый
- Эрика Лутрелл[англ.] — Аника
- Ванесса Маршалл[англ.] — Меган Макларен, Хела
- Мэттью Мерсер — Геркулес
- Джули Натансон[англ.] — Елена Белова
- Нолан Норт — Горгон
- Рене Обержонуа — Эбони Мо[англ.]
- Энтони Дель Рио — Инферно
- Кевин Майкл Ричардсон — Грут, Улик
- Роджер Роуз[англ.] — Тад Макдодд
- Энтони Руйвивар — Ночной Ястреб
- Дэрил Сабара — Аарон Риз
- Грег Сайпс[англ.] — Железный Кулак
- Кри Саммер — Дарлин Уилсон
- Уильям Салайерс[англ.] — Труман Марш
- Джонатан Кимбл Симмонс — Джей Джона Джеймсон
- Айзек С. Синглтон-младший — Танос
- Андре Соглиуззо[англ.] — Игорь Дренков
- Дэвид Соболов[англ.] — Дракс Разрушитель
- Джейсон Спайсэк — Джастин Хаммер, Демон скорости
- Тара Стронг — Тифозная Мэри
- Эйприл Стюарт — Зарда, Зартра
- Кэтрин Табер[англ.] — Медуза, Пар
- Джеймс Арнольд Тэйлор — Лидер
- Хинден Уолш[англ.] — Супергигант, Принцесса Питон
- Стивен Уэбер — Потусторонний
- Фрэнк Уэлкер — Один
- Уилл Фредл[англ.] — Звёздный Лорд (2 сезон), Джетер Кан Тун
- Ника Футтерман — Гамора
- Тодд Хаберкорн[англ.] — Хэйчи
- Марк Хэмилл — Арним Зола
- Марк Хэнсон — Искатель, Жук/Мах 4
- Кевин Шиник[англ.] — Брюс Баннер (4 сезон)
- Чарли Шлеттер[англ.] — Говард Старк (4 сезон)
- Дэвид Шонесси[англ.] — Кло
- Гленн Штайнбаум — Вектор
- Брэндон Эндер — Тони Старк (8 и 11 лет)
- Уайнн Эверетт — Уитни Фрост
- Гидеон Эмери — Лунный Рыцарь
- Хейли Этвелл — Пегги Картер

## Разработка
Джефф Лоеб, глава Marvel Television и продюсер сериала, заявил, что он будет выдержан в стиле фильма «Мстители». Сериал будет совмещать 2D и CGI-анимацию. Мстители, общий сбор! первоначально предполагались как продолжение мультсериала Мстители: Величайшие герои Земли, но позже выяснилось, что это совершенно оригинальный сериал (хотя восьмой эпизод показывает прошлое героев в стиле анимации сериала 2010 года). Создано по мотивам комиксов «Марвел».